# Мюрисон, Джимми
Джи́мми Мюррисон (англ. Jimmy Murrison; род. 8 ноября 1964, Абердин, Шотландия) — шотландский гитарист. Наиболее известен, как гитарист шотландской хард-рок группы Nazareth.
В 1988 году Джимми Мюррисон был удостоен звания Top Pupil (лучший ученик) в Школе Рока в Перте. После этого он успел поработать во многих группах, в том числе в Trouble in Doogie land, где играл с Ли Эгнью, сыном Питэра Эгнью. В конце 1994 года из группы Nazareth уходит Билли Ранкин. Пит Эгнью, бас-гитарист этой группы, предложил Джимми стать в ней гитаристом. Мюррисон согласился и, таким образом, с декабря 1994 года играет в Nazareth. В первом же турне с ним Nazareth почувствовали, что его участие в группе совершенно естественно.
Своим любимым гитаристом Джимми называет Эдварда Ван Халена.